# 拉杜·沃伊纳
拉杜·沃伊纳（羅馬尼亞語：Radu Voina，1950年7月29日—），罗马尼亚男子手球运动员。他曾代表罗马尼亚参加1972年、1976年和1980年夏季奥林匹克运动会手球比赛，获得一枚银牌和二枚铜牌。